# フォルモサ (競走馬)
フォルモサ（Formosa, 1865年 - 1881年）はイギリス生産の競走馬・繁殖牝馬。1868年に1000ギニーステークス・オークスステークス・セントレジャーステークスの3競走を制し、イギリス史上最初のクラシック牝馬三冠を達成した。

## 経歴

### 出自
フォルモサは1865年にダラム・ニーシャムにあるジェームズ・クックソンの持つ牧場で生まれたサラブレッドの牝馬である。フォルモサの父バッカニアは2歳時にモティスフォードステークス、4歳時にロイヤルハントカップで優勝した馬で、気性が荒く噛みつき癖があり、1865年の繁殖シーズン後にオーストリアに輸出された経緯を持っていた。母馬エラーは1勝馬で、オークスに出走するも6着に終わるなど競走馬としては凡庸な馬であったが、半姉にダービー馬エリントンの母馬エラーデールがいるという血統であった。
1866年、フォルモサはドンカスターのイヤリングセールに上場され、そこでウィリアム・グラハムに700ギニーで購入された。グラハムは1820年代から1830年代にかけて活躍したレスラーで、後にジンの醸造業を営む人物であった。競走馬の馬主としては1865年にレガリアでオークスを制したり、また後の1870年にはガモスでもオークスを制している。また、グラハムは競走馬登録に際して「G. Jones」の仮定名称を使って馬主登録していた。
フォルモサの名前は台湾の別名であるフォルモサが由来で、17世紀頃に海賊の拠点として悪名高かったところに因んで名付けられた。フォルモサの毛色は栃栗毛で、牝馬にしては筋肉質で、体高は15.1ハンドほどであった。『British Farmer's Magazine』誌によれば、「形の良い頭部」「力強く、紋章のような首」「岩のようにしっかりとした、非の打ちどころのない脚」と評されている。

### 2歳時（1867年）
フォルモサはベックハンプトンの調教師ヘンリー・ウォルコットに訓練を受けた。フォルモサのデビュー戦はバース競馬場で行われたウェストンステークスで、着外に終わっている。続くアスコットクィーンズスタンドプレートでも着外、トリエニアルステークスで3着、ビエニアルステークスで4着となかなか勝つことができずにいたが、ストックブリッジ競馬場で行われたデインビュリーナーサリーステークス（6ハロン）でコンテンプトという牝馬を2馬身差で破って初勝利を挙げた。
7月のニューマーケット競馬場で行われたチェスターフィールドステークスではオッズ21倍の大穴扱いであったが、ラヴァントステークスなどに勝ってきた強豪牝馬のアテナを含む7頭を破って優勝、2歳時のベストレースとなった。続くグッドウッド競馬場でのベンティニックメモリアルでは最下位3着であったが、9月のアビンドン競馬場で行われたアビンドンステークス（6ハロン）では勝利して235ポンドの賞金を獲得した。年内最終戦は10月のニューマーケットで行われたミドルパークプレートに出走したが、着外に終わっている。

### 3歳前半（1868年）

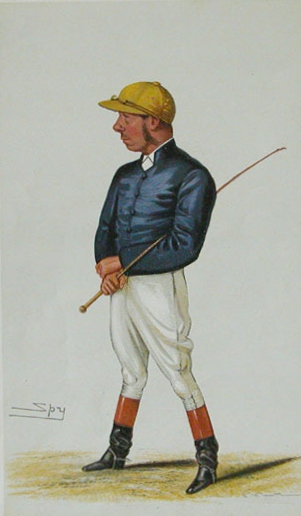
クラシック競走でフォルモサの手綱を握ったジョージ・フォードハム

ウォルコット調教師がフォルモサの3歳初戦に選んだのは、ニューマーケットで行われる牡牝混合戦の2000ギニーステークス（8ハロン）で、4月28日の当日に人気を分けたのはフォルモサ（3.5倍）と、そのフォルモサと2歳戦で何度か対戦してきたグリーンスリーヴス（3.25倍）であった。レースがスタートすると飛び出したのはフォルモサで、モスレムという馬とともに先頭を争って後続を3馬身以上引き離してマイルの半分まで進んでいった。先頭に立っていたのはモスレムであったが、フォルモサ鞍上のジョージ・フォードハムは最後の1ハロンでフォルモサをモスレムに競りかけ、2頭は同時に決勝線を越えていった。この競走は同着（デッドヒート）として判定が下り、フォルモサとモスレムの両陣営は賞金を半分に分けて獲得した。この後、モスレムは単走する権利が与えられ、これにより正式な優勝馬、および賭けの上での勝者はモスレムということになった。
フォルモサは2日後の1000ギニーステークス（8ハロン）にも出走、1.83倍の1番人気で迎えられたフォルモサはスタートから終始先頭に立って進み、内ラチ沿いを綺麗に通って、2着馬アテナらに3馬身差をつけて勝利した。
5月29日、フォルモサは9頭立てで行われたオークスに出走した。当日のエプソム競馬場は暴力的な雷雨に加え雹まで降る荒天で、レース開始の午後3時の2時間前まで降り続いていた。当日の1番人気はダービーへの出走経験があるレディエリザベスという馬であった。この競走に際してフォルモサ陣営はジャネットロークリフという馬をペースメーカーとして出走させており、レースが始まると狙い通りにジャネットロークリフとファイアスターという馬が先頭を争ってペースを上げていった。しかし、半マイルを過ぎたところで早くもフォルモサが先頭に立ち、2番手のバーチャという馬に3馬身のリードを取って最後の直線に入っていった。フォルモサは後続をさらに突き放し、最後には2着馬レディコヴェントリーに10馬身の差をつけて優勝した。
6月9日にはアスコット競馬場のプリンスオブウェールズステークス（13ハロン）に出走したが、モスレムは3着に入った一方で、フォルモサは6着と大敗している。数日後にはトリエニアルステークス（8ハロン）に出走、2.37倍の好人気に据えられていたが、ヴェールロイヤルという馬に1馬身差離された2着に敗れた。

### 三冠達成（1868年）
9月9日のドンカスター競馬場で行われたセントレジャーステークスにフォルモサは出走、相手にはプリンスオブウェールズステークス勝ち馬のキングアルフレッド、チェスターカップ勝馬ポールジョーンズなど11頭が待ち構えており、その中でフォルモサは4.3倍の1番人気に支持されていた。また、この競走ではトム・チャロナーがフォルモサの鞍上を務めていた。この競走でフォルモサは最初から先頭には立たずに進めていったが、最終コーナーでじわじわと前進、先を往くポールジョーンズとマーキュリーの2頭の後ろにつける3番手まで進出した。そしてマーキュリーが力尽きて後退すると、チャロナーはフォルモサを動かしてポールジョーンズに競りかけていき、最後の1ハロンで鞭を振るわないまま先手を奪うと、そのまま3馬身差をつけて勝利した。ドンカスターの観衆は「長くやかましい」歓声で快挙を為したフォルモサを迎えたという。
フォルモサはイギリス史上初めて1000ギニー・オークス・セントレジャーの、現在のイギリスクラシック牝馬三冠に相当する競走を優勝した馬となった。
その後、10月にニューマーケットで行われたニューマーケットオークスで6馬身差をつけて優勝してこの年を締めくくった。

### 4歳時（1869年）
4歳シーズンのフォルモサの初戦は2月のリンカンシャー競馬場で行われたリンカンシャーハンデキャップで5着であった。3月30日のエプソムでのトライアルステークスでは前年のダービー馬であるブルーガウンとの対決で、同馬相手にアタマ差の2着に敗れた。
フォルモサの同年最初の勝利は5月18日のバースで行われたレーンズダウントライアルステークスで、クラウンプリンセスという3歳馬相手に2馬身差をつけて勝利した。また、アスコットで行われたトリエニアルステークスではグッドウッドカップ勝ち馬のリスティトゥーションをクビ差で破っている。
数日後にはアスコットゴールドカップに出走したが、同父のブリガンタインが優勝し、フォルモサはブルーガウンにも敗れる3着となった。また、6月24日のストックブリッジカップではガイデイレールという馬の2着に敗れた。続くハーストボーンカップでは再びブリガンタインとの対決となり、ここでも2着と敗れている。
7月のグッドウッド競馬場で行われたベンティニックメモリアル（29ハロン）では、グレートメトロポリタンハンデキャップ勝ち馬のブルースキンを相手に40馬身もの大差をつけて勝利している。8月31日のウェイマス競馬場で行われたクィーンズプレートではアーリントンという馬相手に半馬身差で勝利を手にしたが、これがフォルモサのこの年最後の勝利でもあった
9月のドンカスターで行われたグレートヨークシャーハンデキャップでは4着、10月のオールエイジドステークスではロジクラシアンのクビ差2着、11月のリバプール競馬場で行われたリバプールオータムカップ（9ハロン）では4着と勝ち星から遠ざかっていた。

### 5歳時（1870年）
5歳シーズンの初戦は5月で、フォルモサはチェスター競馬場のトレーズマンズプレート（18ハロン）で2着、6月のアスコットでのゴールドヴァーズ（16ハロン）で2着、7月のニューマーケットでのクィーンズプレートでは5歳馬ミストリアに10馬身差をつけられて敗れている。
『The Sporting Review』誌はここ最近のフォルモサの凡庸な成績について「他のバッカニア産駒同様に彼女が生粋のステイヤーではないことは何度も証明されてきたのに、（彼女が）ちんけな賞金のカップレースで敗れるたびに国中の笑いものにされている」とコメントしている。

## 繁殖入り後
フォルモサは1871年に競走生活を終えて繁殖入りし、グラハムの持つ牧場でグラハムが没する1876年1月19日まで繋養されていた。グラハム没後、フォルモサはニューマーケットのイヤリングセールに産駒ととも上場され、2700ギニーでトーマス・ギーが落札し、同氏の持つデューハーストロッジに繋養された。
1879年7月にフォルモサはハーミットの産駒を身籠ったまま再びセリ市に上場され、M・ルフェーブルに1000ギニーで落札された。
ルフェーブルは自身の持つフランス・シャマンの牧場にフォルモサを輸出、現地で生産した初の産駒にフォーマリテと名付けている。1881年2月、フォルモサはルフェーブルの牧場で没した。

### 産駒一覧
| 生年 | 馬名        | 性 | 毛色   | 父              | 戦績・繁殖成績 |
| ---- | ----------- | -- | ------ | --------------- | --- |
| 1872 | Worthless   | 牡 | 栗毛   | Orest           | - |
| 1873 | Pulcherrima | 牝 | 青鹿毛 | Beadsman        | プロイセン政府に購入され、現地でPotrimpos（ドイチェスダービー）、Picollos（独セントレジャー）、Pumpernickel（独セントレジャー）を出す。 |
| 1874 | Pulchra     | 牝 | 鹿毛   | Rosicrucian     | 1879年にニュージーランドへ輸出。 |
| 1875 | Callistos   | 牡 | 栗毛   | Lord Clifden    | 未勝利馬。1882年にブエノスアイレスへ輸出。                                                                                              |
| 1876 | White Poppy | 牝 | 鹿毛   | Winslow         | 1879年セントレジャーステークスに出走するも10着。1889年にドイツへ輸出。                                                                  |
| 1877 | Zenobia     | 牝 | 青鹿毛 | Young Melbourne | 1889年にフランスへ輸出。 |
| 1878 | （不受胎）  | -  | -      | -               | - |
| 1879 | （不受胎）  | -  | -      | -               | - |
| 1880 | Formalité   | 牝 | -      | Hermit          | 主な勝鞍にラ・クープ。 |

## 血統表
| フォルモサの血統                | フォルモサの血統                           | フォルモサの血統                   | （血統表の出典）                   | （血統表の出典） |
| 父系                            | ヘロド系                                   | ヘロド系                           | ヘロド系                           | [ § 2 ]          |
| 父 Buccaneer イギリス 鹿毛 1857 | 父の父Wild Dayrell イギリス 黒鹿毛 1852    | Ion                                | Cain                               | Cain             |
| 父 Buccaneer イギリス 鹿毛 1857 | 父の父Wild Dayrell イギリス 黒鹿毛 1852    | Ion                                | Margaret                           |                  |
| 父 Buccaneer イギリス 鹿毛 1857 | 父の父Wild Dayrell イギリス 黒鹿毛 1852    | Ellen Middleton                    | Bay Middleton                      | Bay Middleton    |
| 父 Buccaneer イギリス 鹿毛 1857 | 父の父Wild Dayrell イギリス 黒鹿毛 1852    | Ellen Middleton                    | Myrrha                             |                  |
| 父 Buccaneer イギリス 鹿毛 1857 | 父の母L. Red Rover Mare イギリス 栗毛 1841 | L. Red Rover                       | Tramp                              | Tramp            |
| 父 Buccaneer イギリス 鹿毛 1857 | 父の母L. Red Rover Mare イギリス 栗毛 1841 | L. Red Rover                       | Miss Syntax                        |                  |
| 父 Buccaneer イギリス 鹿毛 1857 | 父の母L. Red Rover Mare イギリス 栗毛 1841 | Eclat                              | Edmund                             | Edmund           |
| 父 Buccaneer イギリス 鹿毛 1857 | 父の母L. Red Rover Mare イギリス 栗毛 1841 | Eclat                              | Squib                              |                  |
| 母 Eller イギリス 芦毛 1856     | 母の父Chanticleer アイルランド 芦毛 1843   | Birdcatcher                        | Sir Hercules                       | Sir Hercules     |
| 母 Eller イギリス 芦毛 1856     | 母の父Chanticleer アイルランド 芦毛 1843   | Birdcatcher                        | Guiccioli                          |                  |
| 母 Eller イギリス 芦毛 1856     | 母の父Chanticleer アイルランド 芦毛 1843   | Whim                               | Drone                              | Drone            |
| 母 Eller イギリス 芦毛 1856     | 母の父Chanticleer アイルランド 芦毛 1843   | Whim                               | Kiss                               |                  |
| 母 Eller イギリス 芦毛 1856     | 母の母Tomboy Mare イギリス 黒鹿毛 1838     | Tomboy                             | Jerry                              | Jerry            |
| 母 Eller イギリス 芦毛 1856     | 母の母Tomboy Mare イギリス 黒鹿毛 1838     | Tomboy                             | Ardrossan Mare                     |                  |
| 母 Eller イギリス 芦毛 1856     | 母の母Tomboy Mare イギリス 黒鹿毛 1838     | Tesane                             | Whisker                            | Whisker          |
| 母 Eller イギリス 芦毛 1856     | 母の母Tomboy Mare イギリス 黒鹿毛 1838     | Tesane                             | Lady of the Tees                   |                  |
| 母系(F-No.)                     | (FN:18-a)                                  | (FN:18-a)                          | (FN:18-a)                          | [ § 3 ]          |
| 5代内の近親交配                 | Edmund 5x4, Whalebone・Whisker 5x4         | Edmund 5x4, Whalebone・Whisker 5x4 | Edmund 5x4, Whalebone・Whisker 5x4 | [ § 4 ]          |
| 出典                            | 1. 2. 3. 4.                                | 1. 2. 3. 4.                        | 1. 2. 3. 4.                        | 1. 2. 3. 4.      |